# Приватні капіталовкладення
Приватні інвестиції (приватний капітал, приватне інвестування, приватні капіталовкладення (ЧК), англ. Private Equity) — вид активів, під яким розуміється частка в капіталі, пай або акції компанії, не розміщені на фондовій біржі (біржі цінних паперів).

## Категорії приватних інвестицій
Інвестиції в ЧК поділяються на кілька категорій:
- Фінансований викуп (викуп) - компанія змінює склад акціонерів зі збільшенням фінансового важеля, що дозволяє капіталізувати економію на джерелах коштів, замінюючи дорожчий власний капітал позиковими коштами.
- Венчурний капітал (венчурні інвестиції) — вкладення коштів у компанії, що знаходяться на початковому етапі свого розвитку (стартап), пов'язані з високою потенційною прибутковістю і високим рівнем ризику.
- капітал зростання[en] — входження до капіталу щодо зрілих компаній з метою виведення цих компаній на нові ринки, розширення їхньої діяльності чи здійснення значних придбань, без переходу контролю за бізнесом.